# Revista Islas Malvinas
La Revista Islas Malvinas, fue una publicación periódica mensual publicada en las Islas Malvinas entre 1889 y 1933. Fue la primera publicación regular en las islas.
La revista fue establecida en 1889 por Lowther Edward Brandon, entonces el Capellán Colonial de las Islas Malvinas, y más tarde el Decano de la Iglesia Catedral de Cristo . Se publicaba mensualmente y contenía una amplia gama de material, incluidas noticias locales y anuncios personales, así como anuncios comerciales, avisos de envío y boletines de la iglesia. El Reverendo C. McDonald Hobley escribió que, "Toda la obra es producida en la "Prensa de la Catedral" por el clero de la catedral local, con la ayuda de dos de sus coristas femeninas".
Sus entregas notables incluyen:
Enero de 1915, No. IX, vol. XXVI - realizó un informe sobre "Acción Naval de las Malvinas" - la Batalla de las Islas Malvinas
Julio de 1916, No. III, vol. XXVIII: informe "La expedición antártica" sobre la expedición transantártica imperial de Sir Ernest Shackleton, 1914-1917 y la pérdida del Endurance, fue escrito después de su llegada a Stanley y antes de que los intentos de rescate tuvieran éxito.
Octubre de 1916, No. VI, vol. XXVIII - informe sobre "La expedición de Sir Shackleton: El informe de Mr. Wild". , (Reporte Anual Colonial de las Islas Malvinas 1916, páginas 10–11, también escribió sobre esto bajo el título de Observaciones generales). Informó del rescate final.
La revista dejó de publicarse en 1933. Las publicaciones periódicas posteriores de las Malvinas han incluido el efímero El Pingüino (1929 a 38), las noticias semanales de las Islas Malvinas (activas de 1944 a 1949), la revisión mensual de las Islas Malvinas (activas de 1958 a 1973), y el actual Noticias Pingüinas, publicado semanalmente desde 1979. Además, hay una revista académica publicada anualmente, El Diario de las Islas Malvinas (1967 en adelante), y un boletín semestral de las Islas Malvinas, publicado por la Asociación de las Islas Malvinas con sede en el Reino Unido.